# Masahiro Nasukawa
Masahiro Nasukawa (jap. 那須川 将大 Nasukawa Masahiro; ur. 29 grudnia 1986) – japoński piłkarz występujący na pozycji obrońcy. Obecnie występuje w Matsumoto Yamaga FC.

## Kariera klubowa
Od 2009 roku występował w klubach Tokyo Verdy, Tochigi SC, Tokushima Vortis i Matsumoto Yamaga FC.